# 賽門·托爾金
賽門·托爾金（英語：Simon Tolkien，1959年1月12日—）是英國律師、推理小說作家，J·R·R·托爾金的孫子、克里斯多福·托爾金的長子。著有數本以「崔佛督察」為主角的推理小說。

## 生平
賽門·托爾金是克里斯多福·托爾金和其首任妻子菲絲所生的長子，1959年1月12日於牛津出生。其爺爺J·R·R·托爾金在他14歲時就去世了。賽門先後就讀龍校和唐塞德學校，在牛津大學三一學院讀完近代史後，於1994年成為律師。
40歲時，賽門開始轉而創作小說。2002年，推出他的首部小說《終極證人》，獲得廣大迴響。之後，他陸續推出以牛津郡「崔佛督察」為主角的一系列推理小說《罪惡繼承人》（2010年）、《鑽石之王》（2011年）和《柏林密令》（2012年），皆獲得了好評。《紐約時報書評》稱：「賽門·托爾金是奇幻大師托爾金之孫，但他的新小說卻更接近阿加莎以及丹·布朗的風格」。
2016年，賽門出版小說《無人之境》，他以爺爺J·R·R·托爾金作為原型創作了該作的主角孤兒亞當。
因為對彼得·傑克森 《魔戒》電影的態度不同，傳聞賽門與父親克里斯多福之間的關係有了分歧，在2001年時克里斯多福甚至一度拒絕與賽門聯繫。但後來父子兩人和解了。
賽門也擔任影集《魔戒：力量之戒》（2022年首播）的顧問。

## 家庭
賽門在1984年與Tracy Steinberg結婚，夫妻兩人現居美國加利福尼亞州。他們共育有一子一女：尼可拉斯和安娜。
兒子尼可拉斯後來成為一名戲劇作家和導演。

## 作品
- 2002年，《終極證人》（Final Witness，或稱 The Stepmother）
- 2010年，《罪惡繼承人》（The Inheritance）
- 2011年，《鑽石之王》（The King of Diamonds）
- 2012年，《柏林密令》（Orders from Berlin）
- 2016年，《無人之境》（No Man's Land）

## 外部連結
- 官方网站 （英文）
- 賽門·托爾金在互联网电影资料库（IMDb）上的資料（英文）